# Битка код Тулона (1707)
Битка код Тулона вођена је између 29. јула 1707. и 21. августа 1707. недалеко од Тулона у Француској током Рата за шпанско наслеђе. Аустријске, низоземске и британске снаге бориле су се против француских, шпанских и савојских снага. Француска страна је однела победу.